# Todd Smith (album)
Albums de LL Cool J
The DEFinition
(2004) Exit 13
(2008)
Singles
1. It's LL And Santana / What You Want
Sortie : 10 novembre 2005
2. Control Myself
Sortie : 1er février 2006
3. Freeze
Sortie : 5 avril 2006

Todd Smith est le onzième album studio de LL Cool J, sorti le 11 avril 2006.
L'album s'est classé 4e au Top R&B/Hip-Hop Albums et 6e au Billboard 200 et a été certifié disque d'or par la Recording Industry Association of America (RIAA) le 18 mai 2006.

## Liste des titres
| No  | Titre                                                                    | Contient un (des) sample(s) de                                                                                         | Durée |
| --- | ------------------------------------------------------------------------ | --- | ----- |
| 1.  | It's LL and Santana (featuring Juelz Santana – Produit par Shea Taylor)  | Looking for the Perfect Beat d'Afrika Bambaataa and Soulsonic Force Planet Rock d'Afrika Bambaataa and Soulsonic Force | 3:00  |
| 2.  | Control Myself (featuring Jennifer Lopez – Produit par Jermaine Dupri)   | | 3:53  |
| 3.  | Favorite Flavor (featuring Mary J. Blige)                                | Mary Jane (All Night Long) de Mary J. Blige                                                                            | 3:26  |
| 4.  | Freeze (featuring Lyfe Jennings – Produit par Trackmasters)              | | 4:52  |
| 5.  | Best Dress (featuring Pharrell et Jamie Foxx – Produit par les Neptunes) | | 3:57  |
| 6.  | Preserve the Sexy (featuring Teairra Mari – Produit par Keezo Kane)      | | 3:39  |
| 7.  | What You Want (featuring Freeway – Produit par The Narcotics)            | Hot Wheels (The Chase) de Badder Than Evil Heaven and Hell Is on Earth du 20th Century Steel Band                      | 4:24  |
| 8.  | I've Changed (featuring Ryan Toby – Produit par Trackmasters)            | | 3:50  |
| 9.  | Ooh Wee (featuring Ginuwine – Produit par Scott Storch)                  | | 4:02  |
| 10. | 1 Fan (featuring Miredys Peguero – Produit par Trackmasters)             | | 3:17  |
| 11. | Down the Aisle (featuring 112 – Produit par Trackmasters)                | If You Were Here Tonight d'Alexander O'Neal                                                                            | 4:01  |
| 12. | We're Gonna Make It (featuring Mary Mary – Produit par Bink!)            | You've Got a Friend de Donny Hathaway                                                                                  | 4:55  |

| 13. | So Sick (Remix) (featuring Ne-Yo – Produit par Trackmasters) | Human Nature de Michael Jackson B Side Wins Again de Public Enemy Flash It to the Beat de Grandmaster Flash and The Furious Five | 4:23 |